# 山下弘綱
山下 弘綱（やました ひろつな）は、日本出身のアメリカ合衆国の法律家。米国特許弁護士、ジュリス・ドクター。

## 経歴
- 1978年3月 - 九州大学工学部造船学科卒業
- 1978年4月 - 特許庁入庁
- 1982年4月 - 特許庁審査官
- 1986年9月〜1987年8月 - ジョージア工科大学留学
- 1988年11月〜1989年3月 - 世界知的所有権機関コンサルタント
- 1993年7月〜1996年6月 - 知的財産研究所ワシントン事務所所長
- 2005年7月 - 特許庁退職
- 2008年5月 - フランクリン・ピアス・ローセンター ロー・スクール卒業

## 著書
- 米国特許法―判例による米国特許法の解説（改訂版：2010年10月（初版は2008年2月発行）、経済産業調査会、ISBN 978-4806528616）